# ダウト 疑いをめぐる寓話
『ダウト 疑いをめぐる寓話』（Doubt: A Parable）は、ジョン・パトリック・シャンリィ作による2004年の戯曲。マンハッタン・シアター・クラブの制作により、同年の11月23日からオフ・ブロードウェイで開幕を迎えた。翌年3月からはブロードウェイでも公演され、ストレート・プレイとしては異例の1年以上のロングラン上演を記録した。翌年に発表されたピューリッツァー賞で戯曲部門、トニー賞では演劇作品賞を受賞、他多くの賞賛を得ている。2009年には映画版も公開された。
1964年のニューヨーク・ブロンクスのミッション・スクールを舞台に、厳格な校長が抱いた若手神父と黒人生徒との間の不適切な関係に対する「疑い(Doubt)」を通し、人間の心の闇を浮き彫りにさせた会話劇である。

## 登場人物
- シスター・アロイシス
- フリン神父
- シスター・ジェームス
- ミラー婦人

## プロダクション
2004年にニューヨークで初上演。同年11月23日から2005年1月30日のオフ・ブロードウェイでの公演後、3月31日よりブロードウェイのウォルター・カー劇場で開幕した。オリジナルキャストは、シスター・アロイシスにチェリー・ジョーンズ、フリン神父にブライアン・F・オバーン、シスター・ジェームスにヘザー・ゴールデンハーシュ、ミラー婦人にエイドリアン・レノックス。キャスト4人は全員トニー賞で候補になり、ジョーンズとレノックスはそれぞれ受賞している。2006年1月10日にレノックス以外のキャストの降板に伴い、アイリーン・アトキンス、ロン・エルダード、ジェナ・マローンへそれぞれ変更、7月2日の閉幕までこのキャストで演じられた。
2006年のフランス・パリでの公演は、ロマン・ポランスキーが演出を担当した。
2008年に日本語による上演が文学座によって行われ、清水明彦、寺田路恵、渋谷はるか、山本道子が出演した。

## 映画化
2008年に、ミラマックスの制作・配給で映画版が公開された。撮影は2007年12月1日より作品の舞台と同じブロンクス区で撮影が開始された。
監督は原作者のジョン・パトリック・シャンリィ自身が担当し、脚本も担当。映画版のキャストには、大女優メリル・ストリープを始め、フィリップ・シーモア・ホフマン、エイミー・アダムス、ヴィオラ・デイヴィスらが参加した。アカデミー賞ではメインキャストの4人がそれぞれ候補になった。